# 白羊國
白羊，古代國家，位於今中國鄂爾多斯高原與河套地區一帶，其王稱河南王，後被併入匈奴，成為匈奴附屬國。漢武帝時，遭衛青擊敗，國亡，其領土被設為朔方郡。

## 歷史
白羊國早期歷史不詳，很早就在河套地區居住，其王稱河南王。在冒頓單于時代，與樓煩一同被匈奴擊敗，成為匈奴下的附庸國。
前127年，衛青擊敗樓煩王、白羊王，取得河套地區，建立朔方郡。漢武帝在此地建立屬國。